# Grb Kranjske
Grb Kranjske je grb zgodovinske pokrajine Kranjske, ki je v grobem obsegala današnje slovenske pokrajine Gorenjsko, Dolenjsko in Notranjsko.

## Kranjska
Kranjska je bila prvič omenjena leta 973 kot del vojvodine Koroške. Od leta 1002 je bila samostojna mejna grofija. Leta 1364 je postala vojvodina in od leta 1849 do leta 1918 je bila kronovina. Kot upravna enota je bila Kranjska del Svetega rimskega cesarstva in nato habsburške monarhije. Ukinjena je bila z ustanovitvijo Države Slovencev, Hrvatov in Srbov po prvi svetovni vojni.

## Razvoj grba

### Nastanek grba
Meranski vojvoda Bertold IV. iz rodbine Andeških naj bi prvi na pečatu uporabil orla kot mejni grof Kranjske med letoma 1188 in 1204, v svojih številnih spisih pa raziskovalec heraldike dr. Šavli navaja, da naj bi deželni grb nastal leta 1156 oziroma 1161. Orla je v grbu Kranjske uporabljal tudi Rudolf IV. Habsburški, na kasnejših pečatih katerega je orel že nosil prsno prepono. Le-ta je bila prvotno razdeljena z navpičnimi črtami, na pečatu Ernesta Železnega pa se prvič pojavi v dveh vrstah šahirana prepona. Vse do leta 1463 izrisi Kranjskega grba različnih ali celo istih vladarjev glede prepone niso bili enotni.

### Grb v Vojvodini Kranjski
Ob povzdigu Kranjske v vojvodino leta 1364 so se najverjetneje spremenile tudi barve v grbu; prej domnevno srebrn orel na modrem je postal moder orel na srebrnem (morda celo na zlatem). Od druge polovice 14. stoletja dalje zlato polje zamenja prejšnjega srebrnega, čeprav se grb občasno še pojavi s srebrnim poljem.
12. januarja 1463 je cesar Friderik III., v zameno za obrambo pri sporu ob dedovanju za Ladislavom Posmrtnim, izdal odlok, v katerem je plemičem in deželi kot plačilo in odlikovanje spremenil oziroma "izboljšal" deželni grb. Grb dežele Kranjske je dobil orla s cesarsko krono, doslej srebrno-rdeče šahirana prsna prepona je bila nadomeščena z zlato-rdečo. Enakega orla je dovolil tudi v šlemnem okrasu.
17. novembra 1836 je bil stanovski odbor Kranjske obveščen o novem odloku dvorne pisarne glede cesarske titule novega cesarja Ferdinanda I. ter o novem velikem, srednjem in majhnem grbu vojvodine Kranjske. Grb je verjetno zaradi napake izgubil zlato barvo ščita in prepone, ki je bila nadomeščena s srebrno, na kateri je lebdel moder kronan orel, ki ima na prsih v dveh progah desetkrat srebrno-rdeče šahirano prepono. Stanovi so 10. aprila 1837 protestirali proti odloku dvorne pisarne in degradaciji grba s prošnjo, naj se grb ohrani v barvah Friderikovega odloka vendar vlada ni reagirala.

### Revolucionarno leto 1848
Leta 1848 je prišlo do hudega spora med stanovi, ki so še vedno zagovarjali zgodovinsko zlato barvo in ostalimi Kranjci, ki so zagovarjali novo srebrno polje ščita. Prav iz teh barv tudi izhaja slovenska narodna zastava, ki je prvič zaplapolala 7. aprila istega leta.
Ker je vsepovsod vrelo, je stanovski odbornik Coppini 20. aprila 1848 poslal na notranje ministrstvo prošnjo, da naj se končno razreši vloga stanov iz leta 1837 glede barv deželnega grba. Koncept te prošnje - v kateri stanovi na koncu izrazijo upanje, da se vojvodini Kranjski ne bo odvzelo zlate barve v grbu - je bil pred ekspeditom obravnavan na seji. Notranje ministrstvo je tokrat vlogo razrešilo hitro (19. junija 1848). Vladi je sporočilo, da se pridružuje novi regulaciji, vendar pa kranjskim deželnim stanovom za enkrat še dovoli uporabo rumeno-modro-rdeče kot kranjske deželne barve.
Ker so na Dunaju doumeli, da se je želja vedno večjega dela Kranjcev nagibala v prid novim barvam, ki so bile določene in potrjene od cesarja Ferdinanda I., je ministrstvo dokončno izjavilo v odloku 23. septembra 1848, da so kranjske deželne barve belo-modro-rdeča. Dekret je ilirski guverner grof Welsersheimb vročil kranjskim stanovom z dopisom dne 29. septembra 1848. Nemirov naveličana vlada pa je v istem odloku dovolila provincialnim stanovom, da smejo zase uporabljati tudi še stare barve. Glede grbov na vseh stanovskih in ostalih javnih poslopjih pa je striktno odločila, da strogo ostaja v veljavi obstoječi grb iz leta 1836.